# MB Japan
MB Japan 株式会社（エムビー ジャパン）(MBクラッシャー) は、世界大手の建設機械アタッチメントメーカーであるMB S.p.A （本社：イタリア）の日本法人である。2010年に設立。
MBジャパンでは、2002年に世界初の特許を取得したMBバケットクラッシャーの他、国内の建設・土木・解体現場で使用されている、全てのメーカーの油圧ショベルに取り付け可能なアタッチメントを取り扱っている。
MBジャパンは、MB製品を日本で唯一正規輸入しており、日本におけるMB製品のマーケティングおよび、同製品に関するコンサルティング、また技術面、アフターサービスの面で顧客サポートを提供する為に設立された。

## 概要
2001年に、北イタリアのヴィチェンツァで設立されたメッカニカ・ブレガンツェーゼ有限会社（Meccanica Breganzese SRL）、のちのMB株式会社（MB S.p.A.）が 製造する、破砕・ふるい分け・選別に特化した建設機械アタッチメントを輸入・販売している。
また、日本における流通・マーケティングを管理し、テクニカルサポートを含むアフターサービスを提供している。現在、MBジャパンは新座市と神戸市に国内拠点を置き、日本全国にMB製品を含む様々な商品やサービスを提供している。
MBジャパンでは、MB製品を使用することで、現場で発生する建設副産物等の再資源化と、それに伴う時間とコストの縮減の実現を目指しており、現場発生材の地産地消の提案など、限りある資源を有効活用する持続可能性の高い、経済活動の取り組みに力を入れている。

## 製品

### バケットクラッシャー
油圧ショベルの油圧システムを活用して機能する新しいタイプのクラッシャー。一般的にバケットクラッシャー、あるいはバケット式破砕機と呼ばれるもの。自然石やコンクリート塊、アスファルトコンクリート塊の破砕に適している。 解体、掘削、管路敷設工事、道路工事、土地再開発、採石場、鉱山など、多くの分野で活用できる。
MB バケットクラッシャーは解体現場、建設現場や道路工事、鉱山等で発生するコンクリートや自然石を油圧システムで破砕し、サイズダウンすることのできるアタッチメントである。
| モデル              | MB-C50 | BF60.1 | BF70.2 | BF80.3 | BF90.3 | BF120.4 | BF135.8 | BF150.10 |
| ------------------- | ------ | ------ | ------ | ------ | ------ | ------- | ------- | -------- |
| JIS [m3]            | 0.25   | 0.45   | 0.70   | 0.90   | 1.00   | 1.20    | -       | -        |
| 油圧ショベル [トン] | 3~8    | 12~14  | 20~22  | 22~30  | 30~35  | 35~45   | 45+     | 100+     |
| 本体質量 [Kg]       | 750    | 1650   | 2250   | 3000   | 3500   | 4800    | 7500    | 10500    |
| 全長 [ミリ] ]       | 1240   | 1745   | 2000   | 1970   | 2185   | 2150    | 2930    | 3560     |
| 全幅 [ミリ] ]       | 1000   | 1000   | 1150   | 1330   | 1340   | 1620    | 1880    | 2090     |
| 全高 [ミリ] ]       | 770    | 1100   | 1195   | 1325   | 1390   | 1390    | 1700    | 2065     |

### バケットクラッシャー　MB-Lシリーズ
ホイールローダーやミニショベル、スキッドステアローダーに対応するバケットクラッシャー。
他のMBバケットクラッシャーシリーズ同様、解体現場、建設現場や道路工事、鉱山等で発生するコンクリートや自然石を油圧システムで破砕し、サイズダウンすることのできるアタッチメントである。
| モデル              | MB-L120 | MB-L140 | MB-L160 | MB-L200 |
| ------------------- | ------- | ------- | ------- | ------- |
| JIS [m3]            | 0.25    | 0.25    | 0.45    | 0.45    |
| 油圧ショベル [トン] | 7~8     | 7~8     | 12~14   | 12~14   |
| 本体質量 [Kg]       | 950     | 980     | 1450    | 1500    |
| 全長 [ミリ]         | 1230    | 1230    | 1300    | 1435    |
| 全幅 [ミリ]         | 1230    | 1530    | 1630    | 2030    |
| 全高 [ミリ]         | 800     | 800     | 835     | 835     |

### スクリーンバケット
砂利やコンクリートガラ等、混合物の選別作業に適したバケット型回転ふるい機。スクリーニングバケットとも呼ばれるもの。活用分野は、リサイクル・林業・農地開拓・採石場・解体現場などと幅広く、選別・分別作業が必要な多様な現場で使用できる。

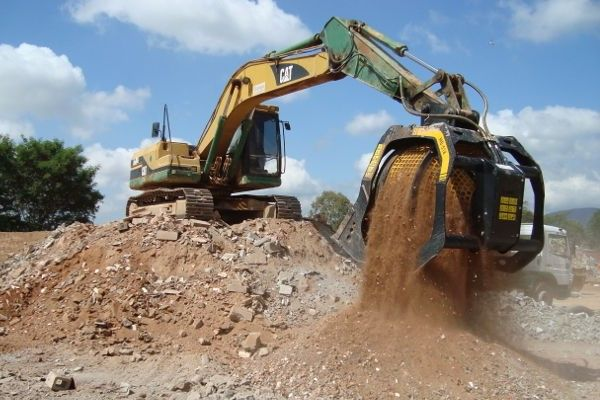
キャタピラーの油圧ショベルに取り付けたスクリーンバケットMB-S18

MB スクリーンバケットは、現場で発生する様々な材を油圧でふるい落とし、必要なサイズ分だけを取り出しリサイクルを可能にするアタッチメントである。

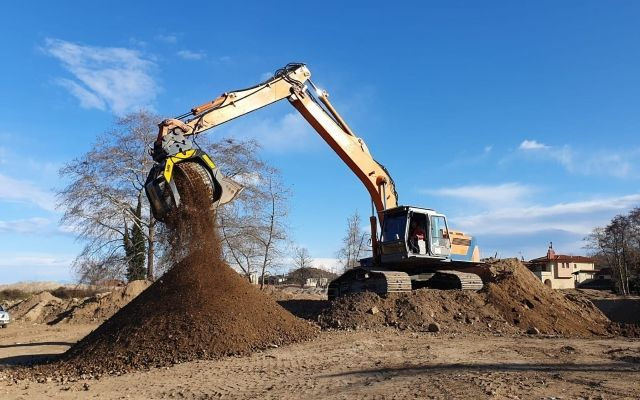
スクリーンバケットMB-S18

| モデル              | MB-S10 | MB-S14 | MB-S18 | MB-S23 |
| ------------------- | ------ | ------ | ------ | ------ |
| JIS [m3]            | 0.25   | 0.45   | 0.70   | 0.90   |
| 油圧ショベル [トン] | 3~8    | 12~14  | 20~22  | 22~30  |
| 本体質量 [Kg]       | 410    | 780    | 2000   | 3660   |
| 全長 [ミリ]         | 950    | 1700   | 2260   | 2840   |
| 全幅 [ミリ]         | 1220   | 1400   | 1840   | 2320   |
| 全高 [ミリ]         | 1010   | 1440   | 1870   | 2350   |

### ロータリースクリーニングバケット
混合物の選別・攪拌や異物の除去作業に使用するボックス型選別機。シャフトスクリーンやロータリースクリーンなどとも呼ばれるもの。バケットの中に設置されたディスク付きのシャフトが回転することにより、対象物を選り分ける。

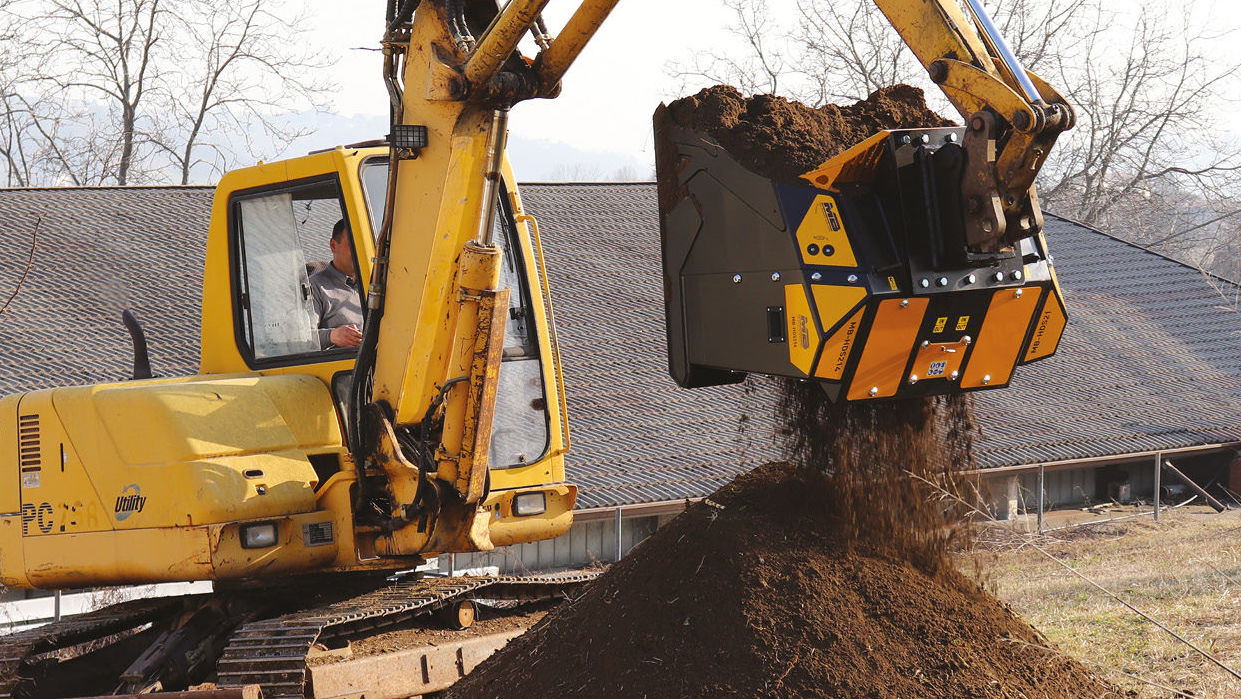
ロータリースクリーニングバケットMB-HDS320

真の万能機として生み出されたこのアタッチメントは多種多様な現場で使用でき、簡単かつスピーディーに様々な素材を処理できる。

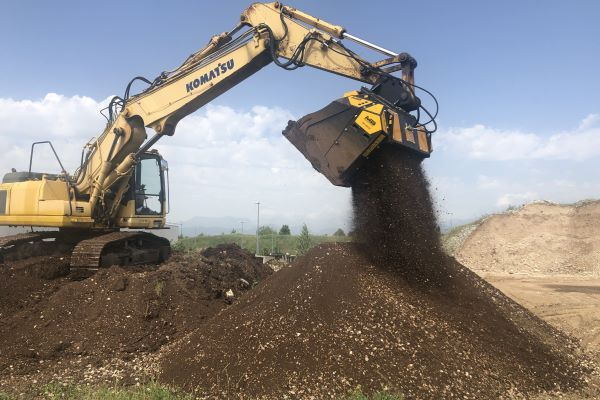
コマツの油圧ショベルに取り付けたロータリースクリーニングバケットMB-HDS320

| モデル              | MB-HDS207 | MB-HDS212 | MB-HDS214 | MB-HDS220 | MB-HDS307 | MB-HDS312 |
| ------------------- | --------- | --------- | --------- | --------- | --------- | --------- |
| JIS [m3]            | 0.05      | 0.15      | 0.25      | 0.25      | -         | -         |
| 油圧ショベル [トン] | 1.3~2.8   | 5~8       | 3~8       | 8~12      | 2.5~5     | 7~11      |
| 本体質量 [Kg]       | 98        | 480       | 820       | 1000      | 170       | 720       |
| 全長 [ミリ]         | 545       | 815       | 1125      | 1060      | 700       | 985       |
| 全幅 [ミリ]         | 740       | 1220      | 1380      | 2220      | 760       | 1235      |
| 全高 [ミリ]         | 495       | 710       | 950       | 890       | 595       | 880       |

| モデル              | MB-HDS314 | MB-HDS320 | MB-HDS323 | MB-HDS412 | MB-HDS523 |
| ------------------- | --------- | --------- | --------- | --------- | --------- |
| JIS [m3]            | 0.45      | 0.70      | 0.90      | -         | 1.2       |
| 油圧ショベル [トン] | 12~14     | 20~22     | 22~30     | 10~14     | 32~45     |
| 本体質量 [Kg]       | 1400      | 2050      | 2400      | 1200      | 3350      |
| 全長 [ミリ]         | 1350      | 1350      | 1500      | 1220      | 1500      |
| 全幅 [ミリ]         | 1430      | 2050      | 2330      | 1250      | 2330      |
| 全高 [ミリ]         | 1250      | 1250      | 1250      | 1110      | 1620      |

### グラップル
ものを掴んで移動させるためのつかみ機。一般的にはグラップルと呼ばれる。

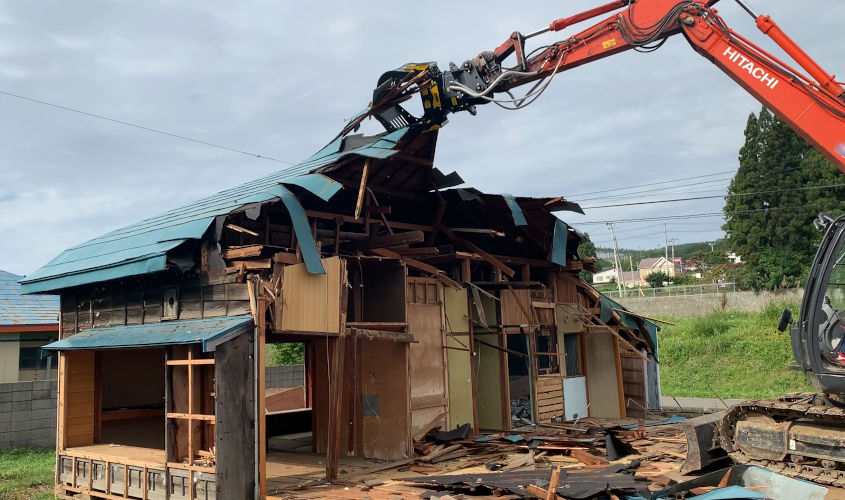
日立の油圧ショベルに取り付けたグラップルMB-G900

仕分け・積込み作業、家屋解体での分別作業に適している。
| モデル              | MB-G350   | MB-G400 | MB-G450   | MB-G500 | MB-G600 | MB-G900 | MB-G1000 | MB-G1200 | MB-G1500 |
| ------------------- | --------- | ------- | --------- | ------- | ------- | ------- | -------- | -------- | -------- |
| JIS [m3]            | 0.04~0.08 | -       | 0.09~0.15 | -       | 0.25    | 0.45    | 0.7      | 0.7      | 0.90     |
| 油圧ショベル [トン] | 1~3       | 2.4~4   | 3~6       | 5~7     | 7~8     | 12~16   | 18~25    | 18~25    | 22~30    |
| 本体質量 [Kg]       | 85        | 200     | 288       | 420     | 600     | 780     | 1615     | 1650     | 2000     |

### ツインヘッダー
回転ドラムには切削チップ（ピック、ビット、刃なども呼ばれる）が配列されており、そのドラムが回転し、岩面や土、道路の表面等を削り取る。油圧式切削機やドラムカッターなどとも言われる。

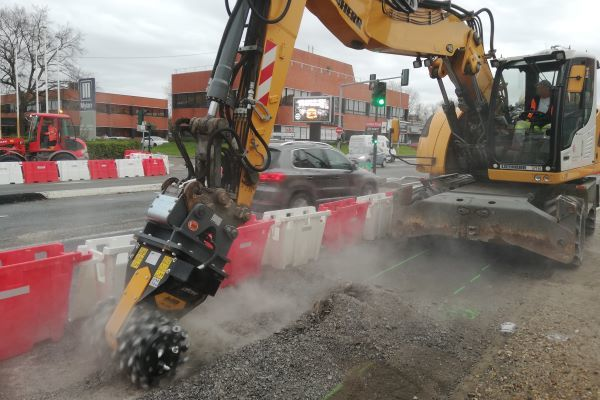
リープヘルの油圧ショベルに取り付けたツインヘッダーMB-R800

ドラムが両側についているのでツインヘッダー（Twin Header）と呼ばれるが、回転ドラムが1つのコンパクト型もあり、狭い路地などスペースの限られた現場にも対応している。
MBツインヘッダーは油圧ショベルに取り付けるアタッチメント。
| モデル              | MB-R500 | MB-R700 | MB-R800 | MB-R900 |
| ------------------- | ------- | ------- | ------- | ------- |
| JIS [m3]            | 0.25    | 0.45    | 0.70    | 0.90    |
| 油圧ショベル [トン] | 3~8     | 12~14   | 20~22   | 22~30   |
| 本体質量 [Kg]       | 300     | 600     | 1000    | 1400    |
| 全長 [ミリ]         | 500     | 895     | 1015    | 1130    |
| 全幅 [ミリ]         | 500     | 630     | 690     | 800     |
| 全高 [ミリ]         | 820     | 930     | 1120    | 1375    |

## 沿革
- 2001年　メッカニカ・ブレガンツェーゼ有限会社（Meccanica Breganzese SRL）がイタリアにて設立
- 2002年　世界初特許取得のバケットクラッシャーBF90.3 発売開始
- 2004年　バケットクラッシャーに、BF70.2・BF120.4の２モデル追加
- 2006年　バケットクラッシャーBF60.1の発売開始
- 2009年　メッカニカ・ブレガンツェーゼ有限会社（Meccanica Breganzese SRL）から株式会社（MB S.p.A.）へ移行
- 2010年
  - 1月:MB Japan株式会社設立
  - 6月: バケット型回転ふるい機  MB-S14, MB-S18, MB-S23 販売開始
  - 7月: MB BF120.4 のメジャーリリース
  - 11月: MB高速スーパージョイント 販売開始
- 2012年
  - バケットクラッシャーBF150.10の発売開始
  - 8月: MB JAPAN 株式会社 サービス工場オープン
  - 9月: MB-L160・MB-L200 販売開始
  - 11月: MB JAPAN 株式会社 本社移転
- 2013年
  - 4月: MB-S10・MB-C50 販売開始
  - 4月: ツインヘッダーMB-R700・MB-R800・MB-R900 販売開始
- 2014年
  - 1月: MB-L120・MB-L140 販売開始
  - 1月: グラップルMB-G600・MB-G900・MB-G1200 販売開始
- 2015年: バケットクラッシャーBF80.3・BF135.8の発売開始
- 2017年12月: バケットクラッシャーMB-L・スクリーンバケットMB-LS 各シリーズ 新モデル 販売開始
- 2018年 4月: ドラムカッターMB-R500 発売開始
- 2018年 7月: 神戸事務所 開設
- 2019年 4月: ロータリースクリーニングバケットMB-HDS214・MB-HDS314・MB-HDS320・MB-HDS323 販売開始
- 2021年
  - 4月: HPリニューアル
  - 9月: MBグラップルにMB-G350,MB-G450,MB-G1000の３モデル追加
- 2022年
  - 3月: MBロータリースクリーニングバケットにMB-HDS207,MB-HDS212の２モデル追加
  - 10月: MBロータリースクリーニングバケットにMB-HDS220追加
- 2023年 6月: MBロータリースクリーニングバケットに MB-HDS307, MB-HDS312, MB-HDS412の3モデル、MBグラップルにMB-G400, MB-G500の2モデル追加

## 過去の展示会出展情報
- 2018年
  - 4月:2018NEW環境展・2018地球温暖化防止展 出展
  - 5月:2018NEW環境展　東京ビッグサイト 出展
  - 8月:第1回建設・測量生産性向上展 (CSPI-EXPO)出展 [ MB Japan ]
  - 11月:コベルコ秋の大展示会 2018 (千葉）出展 [ MB Japan ]
  - 11月:コマツ展示会 出展 [ MB Japan ]
  - 11月: トーヨースギウエ株式会社 大展示会 出展 [ MB Japan ]
- 2019年
  - 2月:未来を創る川崎イノベーション展 出展
  - 3月:お客様感謝フェア in あいち 出展
  - 3月:2019NEW環境展 東京ビッグサイト 出展
  - 5月:第2回建設・測量生産性向上展 CSPI-EXPO 出展
  - 8月:コマツカスタマーサポート 九州沖縄カンパニー「新鹿児島オフィスオープン記念展示会」出展
  - 9月:2019 高性能林業機械実機研修会 出展（STK北海道と共同展示）
  - 9月:トーヨースギウエ株式会社 大展示会2019 出展
  - 10月:コマツカスタマーサポート三重支店 新社屋落成記念 展示会 出展
  - 11月:コベルコ建機日本「秋の大展示会2019〜導け!碧の未来〜」 出展
  - 11月:コベルコ建機日本「秋の大展示会2019〜新たなる時代の幕開け〜」出展
  - 11月:日立建機 日本 お客様大感謝祭 in佐倉 出展
  - 12月:2019森林・林業・環境機械展示実演会 出展（れんたま沖縄と共同展示）
- 2022年 5月:第5回建設・測量生産性向上展 (CSPI-EXPO)出展 [ MB Japan ]

## 適用分野

### 解体
解体分野におけるバケットクラッシャーの作業工程はシンプルである。（ニッパーやペンチ、ハンマー等のアタッチメントを用いて）ビルや家屋、施設、送電線の鉄塔、鉄道用の枕木等の解体によって得た骨材をバケットクラッシャーでさらに破砕した後、同作業現場や他作業現場において、土地整備や道路舗装、排水路や各種の埋め立てのために再利用できる。他にも、廃工場や古い民家の解体を伴う新しい建築物の建設に代表される。

### 採石･採掘
バケットクラッシャーはごつごつした場所から破砕の困難な場所（大理石の採石場や金鉱）まで、どのような場所でも破砕作業を可能にする。採石場においても鉱山においても、破砕された骨材はその場で再利用できる。他の目的地への輸送手段に直接積み込むことも可能。

### 環境再生
解体によって得られた骨材は必要なサイズに破砕され、必要に応じて基礎や道路の基盤を作る際に再利用される。バケットクラッシャーを用いることで作業現場で直接作業が行えるようになり、トラックへの積み入れや処分場への運送を行う必要がなくなる。また、とりわけ市街地にある作業場でかさばる粉砕機を使用する必要もなくなる。

### 掘削
通常、骨材はペンチやジャックハンマーを用いた解体作業から得られた後、液化した破片の破砕作業が始まる。バケットクラッシャーは骨材を収集して持ち上げてから、希望するサイズに破砕して積み下ろす。得られた骨材は同じ作業現場において、土地の舗装や道路舗装、排水路、各種の埋め立てといった、他の作業に再利用できる。

## 所在地
- Googleマップ（新座・神戸）
- Google Plus-code（新座・神戸）
- Yahoo!Japan地図（新座・神戸）
- Mapion（新座・神戸）
- Bing Maps（新座）